# Palaeacanthocephala
Palaeacanthocephala är en klass av hakmaskar. Palaeacanthocephala ingår i fylumet hakmaskar och riket djur.
Kladogram enligt Catalogue of Life:
| Palaeacanthocephala | \| \| Echinorhynchida \| \| \| \| \| \| Polymorphida \| \| \| \| |
|                     | \| \| Echinorhynchida \| \| \| \| \| \| Polymorphida \| \| \| \| |
|                     | Archiacanthocephala                                              |
|                     |                                                                  |
|                     | Eoacanthocephala                                                 |
|                     |                                                                  |
|                     | Palaeacanthtocephala                                             |
|                     |                                                                  |
|                     | Echinorhynchida                                                  |
|                     |                                                                  |
|                     | Polymorphida                                                     |
|                     |                                                                  |

|  | Echinorhynchida |
|  |                 |
|  | Polymorphida    |
|  |                 |

## Bildgalleri

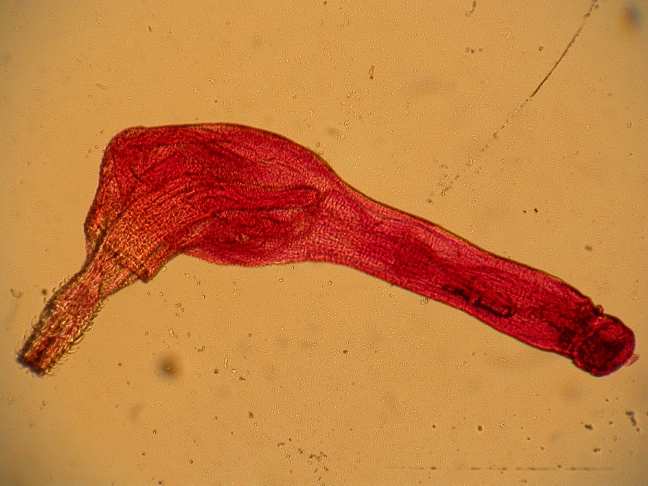